# TeamViewer
A TeamViewer egy távelérési és távirányító számítógépes szoftver, amely lehetővé teszi a számítógépek és egyéb eszközök karbantartását. Az első verzió 2005-ben jelent meg, és funkcionalitása lépésről lépésre bővült. A TeamViewer egy zárt forráskódú, szabadalmaztatott szoftver, mely regisztrációt igényel és nem kereskedelmi használatra ingyenes. A szoftver több mint 2 milliárd eszközön megtalálható. A TeamViewer a német TeamViewer AG cég tulajdonában áll.

## Történelme
A Rossmanith GmbH 2005-ben adta ki a TeamViewer szoftver első verzióját, amely akkor még VNC projekten alapult. Az informatikai cég el akarta kerülni a felesleges utazásokat az ügyfelekhez, és olyan feladatokat mint például különböző szoftverek telepítése távolról elvégezni. A fejlesztés annyira sikeres volt, hogy létrejött a TeamViewer GmbH, amely ma TeamViewer Germany GmbH néven működik, és a TeamViewer AG cégcsoport része.

## Operációs rendszerek
A TeamViewer elérhető minden általános operációs rendszerrel rendelkező asztali számítógépen, beleértve a Microsoft Windowst a Windows Servert, valamint az Apple macOS-t is. Számos Linux disztribúcióhoz és származékához is léteznek csomagok, például a Debianhoz, az Ubuntuhoz, a Red Hathoz, és a Fedora Linuxhoz is. Emellett létezik a Raspberry Pi OS-re is.
A TeamViewer Android vagy Apple iOS/iPadOS operációs rendszert futtató okostelefonokhoz és táblagépekhez is elérhető, Linux alapú operációs rendszereken nagyon korlátozott funkcionalitású. A Windows Phone és a Windows Mobile támogatását fokozatosan megszüntették, miután a Microsoft megszüntette a két operációs rendszer támogatását.

## Funkcionalitás
A TeamViewer működése az eszköztől és a szoftver változatától vagy verziójától függően eltérő. A TeamViewer lényege a számítógépekhez és más végpontokhoz való távoli hozzáférés, valamint ezek vezérlése és karbantartása. A kapcsolat létrejötte után a távoli képernyő látható a másik végpont felhasználója számára. Mindkét végpont képes fájlokat küldeni és fogadni.
Az elmúlt években a szoftver funkcionalitását különösen nagyvállalati használatra optimalizálták. Erre a célra fejlesztették ki a TeamViewer Tensor vállalati változatot.  A TeamViewer Frontline által a TeamViewer szoftvereket ad el távoli eléréshez kiterjesztett valóságú elemekkel. A TeamViewer más alkalmazásokhoz és szolgáltatásokhoz kínál interfészt, például a Microsoft Teams, Salesforce és a ServiceNow szolgáltatásaihoz. Szinte minden országban elérhető, és több mint 30 nyelvet támogat.

## Licensszabályzat
A TeamViewert nem kereskedelmi célokra használó magánfelhasználók ingyenesen használhatják a szoftvert. A szoftver kereskedelmi használatáért díjat kell fizetni. A vállalatoknak és más kereskedelmi ügyfeleknek előfizetésre kell jelentkezniük. A licencről előfizetéses modellre való átállás óta az alkalmazás egyszeri megvásárlása már nem lehetséges. A szoftver használatának árait a felhasználók száma, valamint az egyidejű munkamenetek száma szerint skálázzák. A frissítések havonta jelennek meg, és minden felhasználó számára elérhetők.

## Fordítás
- Ez a szócikk részben vagy egészben  a   TeamViewer című angol Wikipédia-szócikk fordításán alapul.  Az eredeti cikk szerkesztőit annak laptörténete sorolja fel. Ez a jelzés csupán a megfogalmazás eredetét és a szerzői jogokat jelzi, nem szolgál a cikkben szereplő információk forrásmegjelöléseként.